# Mahwa
Mahwa là một thị trấn thống kê (census town) của quận Dausa thuộc bang Rajasthan, Ấn Độ.

## Nhân khẩu
Theo điều tra dân số năm 2001 của Ấn Độ, Mahwa có dân số 19.558 người. Phái nam chiếm 53% tổng số dân và phái nữ chiếm 47%. Mahwa có tỷ lệ 60% biết đọc biết viết, cao hơn tỷ lệ trung bình toàn quốc là 59,5%: tỷ lệ cho phái nam là 72%, và tỷ lệ cho phái nữ là 47%. Tại Mahwa, 20% dân số nhỏ hơn 6 tuổi.